# 広瀬久忠

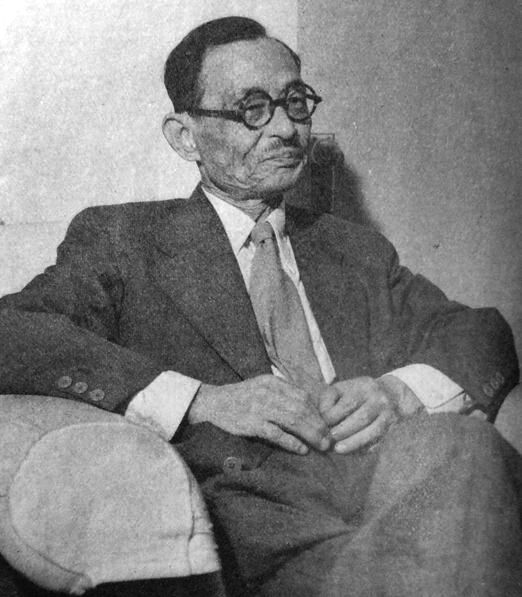
1952年

広瀬 久忠（ひろせ ひさただ、1889年（明治22年）1月22日 - 1974年（昭和49年）5月22日）は、日本の内務官僚、政治家。山梨県出身。

## 来歴・人物
山梨県東山梨郡七里村（現甲州市）の県内有数の旧家である広瀬家に、父広瀬久政、母さとの長男として生まれる。
山梨県立日川中学校（現山梨県立日川高等学校）、第一高等学校を経て、1914年（大正3年）7月に東京帝国大学法学部政治学科を卒業。文官高等試験を173人中32番目で合格。内務省に入省し、千葉県属を振出しに、1917年（大正6年）5月に岐阜県警視、1918年（大正7年）10月に同理事官、1919年（大正8年）8月に警視庁理事官、1923年（大正12年）3月に警視庁警視、同年10月に滋賀県警察部長、1924年（大正13年）5月に内務省社会局書記官、同年12月に福井県書記官・内務部長、1925年（大正14年）10月に内務省復興局書記官、1929年（昭和4年）5月に東京市助役、1930年（昭和5年）8月に東京府書記官・内務部長となる。
その後、1931年（昭和6年）12月に三重県知事、1933年（昭和8年）6月に埼玉県知事となり、1934年（昭和9年）7月に内務省土木局長、1936年（昭和11年）3月に社会局長官、同年6月に内務次官、1938年（昭和13年）1月に厚生次官を務めている。なお、これらと並行して対満事務局および企画院の参与も務めた。
1939年（昭和14年）1月の平沼内閣においては厚生大臣となり、翌1940年（昭和15年）1月の米内内閣においては内閣法制局長官となり同年7月16日には貴族院議員に勅選されている（1946年2月22日まで在任）。また、1941年（昭和16年）12月に産業設備営団副総裁、1942年（昭和17年）11月には同営団の総裁に就任している。
太平洋戦争末期の1944年（昭和19年）7月の小磯内閣においては再度の厚生大臣を務め、翌1945年（昭和20年）2月には国務大臣兼内閣書記官長に転任し、同年8月に関東信越地方総監兼東京都長官となったが、1946年（昭和21年）8月にGHQによる公職追放（1946年（昭和21年）8月 - 1951年（昭和26年）8月）となっている。
追放解除後の1953年（昭和28年）には、第3回参議院議員通常選挙に山梨県選挙区から無所属で立候補して当選、政界に復帰した。その後、緑風会を経て自由民主党へ移り、1959年（昭和34年）の第5回参議院議員通常選挙では落選したが、1965年（昭和40年）の第7回参議院議員通常選挙で当選した。
日本国憲法下では改憲を熱心に主張し、自主憲法期成議員同盟の初代会長に就任。また天皇の「首位」化、自衛軍の創設、参議院の非政党化、基本的人権の限界規定などを主な特徴とする「広瀬試案」を発表した。
1974年（昭和49年）5月22日死去、85歳。死没日をもって正三位から従二位に叙される。

## 栄典
- 1940年（昭和15年）8月15日 - 紀元二千六百年祝典記念章[7]
- 1964年（昭和39年） - 勲一等瑞宝章（勲二等からの昇叙）[8][9]。
- 1971年（昭和46年） - 勲一等旭日大綬章[8]
- 1974年（昭和49年） - 従二位

## 親族
- 父：広瀬久政は衆議院議員。
- 次弟：勝丸は東八代郡錦村（現笛吹市御坂町）の網野家の養子となり、網野善右衛門と改名。その三男（久忠の甥）は歴史学者の網野善彦。
- 三弟：繁は甲府市山田（ようだ）町の商家名取忠愛の婿養子となり、名取忠彦と改名。1947年（昭和22年）1月4日には山梨中央銀行頭取に就任。
- 弟：川村茂久は甲府市長[8]。
- 妻：広瀬陸子は宮内次官、枢密院書記官長を務めた河村金五郎の長女。また、母方の祖父は杉孫七郎。
- 長男：広瀬久重は日本銀行理事。
- 次男：広瀬駿二は大蔵省証券局長。
- 三男：広瀬忠三は労働省審議官。